# Джорджеску, Жан
Жан Джордже́ску (рум. Jean Georgescu; 25 февраля 1904, Бухарест, Румыния — 8 апреля 1994, там же) — румынский режиссёр, сценарист и актёр.

## Биография
Окончил Бухарестскую консерваторию. Начинал карьеру в кино как актёр («Цыганочка в опочивальне»). В 1924 году дебютировал как режиссёр («Миллионер на один день»). В 1929—1940 работал во Франции. Автор фильма-монтажа «Фонарь воспоминаний», приуроченного к 50-летию румынской кинематографии.

## Фильмография

### Режиссёр
- 1924 — Миллионер на один день / Milionar pentru o zi
- 1935 — Счастливое приключение / L'heureuse aventure (Франция)
- 1943 — Бурная ночь / O noapte furtunoasă (по Иону Луке Караджале)
- 1946 — Сон в зимнюю ночь / Visul unei nopți de iarnă
- 1950 — У нас в селе / În sat la noi (с Виктором Илиу)
- 1952 — Визит / Vizită (к/м, по Иону Луке Караджале)
- 1952 — Румынский арендатор / Arendașul român (к/м, по Иону Луке Караджале)
- 1952 — Цепь слабостей / Lanțul slăbiciunilor (к/м, по Иону Луке Караджале)
- 1955 — Наш директор / Directorul nostru
- 1962 — Фонарь воспоминаний / Lanterna cu amintiri
- 1964 — Капризы 1900 года / Mofturi 1900
- 1968 — Башмачок Золушки /
- 1969 —  / Pantoful Cenușăresei

### Сценарист
- 1957 — Два выигрыша / Două loturi (с Аурелом Михелесом и Георге Наги по рассказу Иону Луке Караджале)
- 1964 — Капризы 1900 года / Mofturi 1900 (по рассказам Иону Луке Караджале)
- 1969 —  / Pantoful Cenușăresei (с Александру Кулеску)

### Актёр
- 1923 — Цыганочка в опочивальне / Țigăncușa de la iatac (Румыния—Нидерланды—Германия)
- 1925 — Гнев Клеопатры / Năbădăile Cleopatrei
- 1927 — Майор Мура / Maiorul Mura
- 1974 — Мы не снимались, мы развлекались / Nu filmăm să ne-amuzăm

## Награды
- 1952 — Государственная премия СРР (за фильмы «Румынский арендатор», «Цепь слабостей» и «Визит» по рассказам Караджале)
- 1971 — Орден «За заслуги перед культурой»[рум.] 1 класса (20 апреля 1971 года)[1]